# Konstantin Weniaminowitsch Astrachanzew
Konstantin Weniaminowitsch Astrachanzew (russisch Константин Вениаминович Астраханцев; * 21. Januar 1967 in Glasow, Russische SFSR) ist ein ehemaliger russischer Eishockeyspieler.

## Karriere
Konstantin Astrachanzew begann seine Karriere als Eishockeyspieler bei Ischstal Ischewsk, für dessen Profimannschaft er in der Saison 1983/84 sein Debüt in der Wysschaja Liga, der höchsten sowjetischen Spielklasse, gab. Mit der Mannschaft stieg er in der Saison 1985/86 in die zweitklassige Perwaja Liga ab, in der er in der Saison 1986/87 für Ischstal auflief. Es folgte eine Spielzeit bei Progress Glasow. Zwischen 1988 und 1994 stand der Flügelspieler für den HK Traktor Tscheljabinsk auf dem Eis, mit dem er zunächst in der Wysschaja Liga und ab der Saison 1992/93 in deren Nachfolgewettbewerb, der Internationalen Hockey-Liga, auf dem Eis stand. Die Saison 1994/95 verbrachte der Russe bei KalPa Kuopio aus der finnischen SM-liiga. Bis zu seinem Karriereende 2004 im Alter von 37 Jahren spielte er für Rovaniemen Kiekko und Et-Po-72 Ylitornio nur noch in der dritten und vierten finnischen Spielklasse. 

### International
Für Russland nahm Astrachanzew an der Weltmeisterschaft 1993 teil, bei der er mit seiner Mannschaft die Goldmedaille gewann.

## Erfolge und Auszeichnungen
- 1993 Goldmedaille bei der Weltmeisterschaft